# Prise de Verceil (1800)
Pour les articles homonymes, voir Siège ou bataille de Verceil.
Campagne d'Italie (1799-1800)
Batailles
Guerre de la Deuxième Coalition
- St George's Caye (navale) (09-1798)
- Nicopolis (10-1798)
- Corfou (11-1798)
- Copenhague (navale) (04-1801)
- Algésiras (navale) (06-1801)

Campagne de Hollande
- Callantsoog (08-1799)
- Vlieter (08-1799)
- Zyp (09-1799)
- Bergen (09-1799)
- Alkmaar (10-1799)
- Castricum (10-1799)

Campagne de Suisse
- Ostrach (03-1799)
- Feldkirch (03-1799)
- 1re Stockach (03-1799)
- Frauenfeld (05-1799) (en)
- Winterthour (05-1799)
- 1re Zurich (06-1799)
- Schwytz (08-1799)
- Amsteg (08-1799) (en)
- Saint-Gothard (09-1799)
- 2e Zurich (09-1799)
- Linth (09-1799) (en)
- Muten (10-1799) (ru)
- Engen (05-1800)
- 2e Stockach (05-1800)
- Moesskirch (05-1800)
- Biberach (05-1800)
- Erbach (05-1800)
- Höchstädt (06-1800)
- Ampfing (12-1800)
- Hohenlinden (12-1800)

Campagne d'Égypte
- Malte 1 (06-1798)
- Malte 2 (06-1798)
- Alexandrie (07-1798)
- Chebreiss (07-1798)
- Pyramides (07-1798)
- 1re Aboukir (08-1798)
- Salheyeh (08-1798)
- Malte 3 (09-1798)
- Sédiman (10-1798)
- Caire (10-1798)
- Samanouth (01-1799)
- El Arish (02-1799)
- Syène (02-1799)
- Jaffa (03-1799)
- Saint-Jean-d'Acre (03-1799)
- Mont-Thabor (04-1799)
- 2e Aboukir (07-1799)
- Damiette (11-1799)
- Héliopolis (03-1800)
- 3e Aboukir (03-1801)
- Mandora (03-1801)
- Canope (03-1801)
- Fort Jullien (04-1801)
- Le Caire (06-1801) (en)
- Alexandrie (08-1801)

2e Campagne d'Italie
- Vérone (03-1799)
- Magnano (04-1799)
- Cassano (04-1799)
- Mantoue (04-1799)
- Bassignana (05-1799)
- 1re Marengo (05-1799) (en)
- Modène (06-1799) (en)
- Trebbia (06-1799)
- 2e Marengo (06-1799) (en)
- Novi 1 (08-1799)
- Rome (09-1799)
- Mannheim (09-1799) (en)
- Novi 2 (10-1799) (en)
- Genola (11-1799)
- Gênes (04-1800)
- Sassello (04-1800) (en)
- Fort Bard (05-1800)
- Verceil (05-1800)
- Turbigo (05-1800)
- Montebello (06-1800)
- 3e Marengo (06-1800)
- Pozzolo (12-1800)

La bataille et prise de Verceil qui a eu lieu le 7 prairial an VIII (27 mai 1800), durant la campagne d'Italie oppose les troupes du général Murat à la garnison autrichienne. 

## Contexte
Le premier consul Napoléon Bonaparte voulant masquer aux généraux autrichiens ses desseins sur la Lombardie, fit marcher deux divisions sur Turin, pour soutenir le général Lannes, qui avait chassé l'ennemi de Chivasso sur le Pô.
Les Autrichiens se retirèrent sur Casale Monferrato, où les Français les suivirent. 

## Déroulement
La division du général Murat ayant reçu l'ordre de se porter à Santhia elle arriva à l'instant où les Autrichiens venaient de brûler le pont de Casale sur la Sésia.

Malgré quelques échauffourées en faisant mine de passer le fleuve, plusieurs soldats se jetèrent à la nage pour aller chercher le pont volant et le ramener, mais lorsque tout portait à croire qu'ils menaçaient Turin, la division de cavalerie aux ordres du général Murat avait pris la route du Milanais, et entrait dans Verceil, sans brûler une amorce.

## Bilan
Cinquante chasseurs autrichiens furent faits prisonniers, mais aussitôt que les Français eurent jetés un pont de bateaux sur la Sésia, l'avant-garde aperçut les Autrichiens derrière le Tessin.